# Matthaios Kofidis

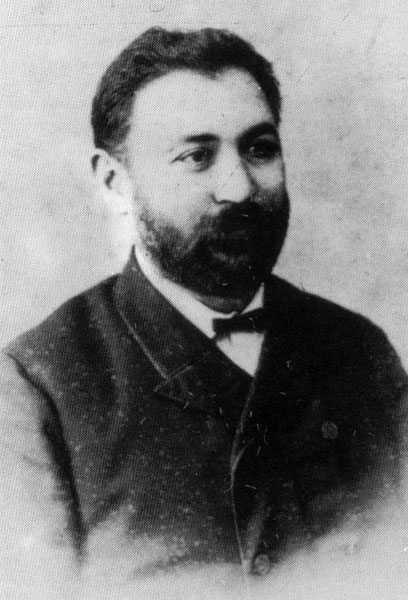
Matthaios Kofidis

Matthaios Kofidis (griechisch Ματθαίος Κωφίδης Mattheos Kofidis, * 22. März 1855 in Likast', heute Provinz Çorum; † 1921 in Amasia) war ein pontosgriechischer Unternehmer und osmanischer Politiker. Er war Abgeordneter des osmanischen Parlaments, in das er von 1908 bis 1918 dreimal gewählt wurde. 1921 zählte er zu den Griechen der Pontosregion, die von den türkischen Nationalisten getötet wurden.

## Frühes Leben und politische Karriere
Kofidis wurde im osmanischen Dorf Likast' in der heutigen Provinz Çorum geboren. Er zog nach Trapezunt im Nordosten der Türkei, wo er Mitglied des örtlichen Tabakmonopols wurde.
Kofidis wurde für das Vilâyet Trapezunt zum Abgeordneten des Parlaments der Zweiten Verfassungsära in drei Wahlperioden gewählt: 1908–1912, 1912–1914 und 1914–1918. Zuvor wirkte er an der Jungtürkischen Revolution mit. Kofidis hoffte wie andere christlich-orthodoxe Staatsbürger des Osmanischen Reiches, dass diese Bewegung die verschiedenen ethnoreligiösen Gruppen (Millette) stärken würde.
Kofidis repräsentierte einen Bezirk, der schwer von der Politik der ethnischen Säuberung betroffen war. Er wurde einer der griechischen Vertreter im Osmanischen Parlament, die vehement dagegen protestierten und strikte Maßnahmen verlangten, um den anhaltenden Völkermord zu stoppen. Unter diesen Umständen versuchte Kofidis, die Situation vorsichtig anzugehen, und verhandelte mit den osmanischen Behörden, wann immer es auch möglich war.
1917 vertrat Kofidis kurzzeitig den orthodoxen Erzbischof von Trapezunt, Chrysanthus, in seinen nicht-religiösen Pflichten. 1920 weigerte er sich, einen bewaffneten Guerillakampf im Pontus zu leiten, weil er befürchtete, dass dies die Zerstörung von Trapezunt durch die Türkische Nationalbewegung Mustafa Kemal Paschas hervorrufen würde.

## Hinrichtung
In der Mitte des Jahres 1921 wurde ein Großteil der männlichen orthodox-christlichen Bevölkerung deportiert und zu Arbeitsbataillonen in Erserum formiert. Kofidis’ Sohn wurde während dieser Deportation getötet. In dieser Zeit verurteilte ein türkisches „Ad-Hoc-Unabhängigkeitsgericht“ in Amaseia, das von den türkischen Nationalisten kontrolliert wurde, Kofidis zum Tod durch den Strang. Kofidis wurde in Amaseia hingerichtet. Das gleiche Gericht verurteilte mehrere Persönlichkeiten der örtlichen griechischen Gemeinde zum Tode, vor allem Geschäftsleute, Politiker und religiöse Würdenträger. Alle wurden der Teilnahme an der Gründung der Republik Pontos bezichtigt.
Die Hinrichtung von Matthaios Kofidis machte selbst die moslemische Bevölkerung von Trapezunt wütend, die sich weigerte, weitere Pontosgriechen an die radikalen türkischen Nationalisten auszuliefern.